# Fredrik Laurentz Ekman
Fredrik Laurentz Ekman, född 3 oktober 1830 i Göteborg, död 1 januari 1890 i Stockholm, var en svensk vetenskapsman (kemist och hydrograf).
Fredrik Laurentz Ekman till hörde handelssläkten Ekman från Göteborg. Han var son till lektorn och prosten Carl Olof Ekman och Lovisa Claësson. Han blev 1848 student vid Uppsala universitet, 1854 assistent vid teoretisk-kemiska laboratoriet där, 1855 filosofie kandidat, 1856 kemie laborator (sedermera, 1858, adjunkt) vid Teknologiska institutet (nuvarande Kungliga Tekniska högskolan), 1857 filosofie doktor och 1870 professor vid sistnämnda läroanstalt. 1875 blev han ledamot av Vetenskapsakademien samt 1878 av Vetenskaps- och vitterhetssamhället i Göteborg. 1869 var han medlem av kommittén för nordiska industriutställningen i Köpenhamn, och 1877 hade han ledningen av den då utförda hydrografiska undersökningen av svenska hav. Ekman författade flera vetenskapliga avhandlingar, företrädesvis i kemi och hydrografi.
För Stockholms drätselnämnds räkning lät Ekman efter 1874 utföra flera undersökningar angående olika omkring huvudstaden befintliga vattentillgångars användbarhet för vattenledningens behov.
Ekman konstruerade åtskilliga instrument för vetenskapliga och tekniska ändamål, bl. a. (1873–1876) apparater för bestämmande av avdunstningens storlek m. m. på den meteorologisk-hydrografiska stationen på Käringön i Bohuslän, apparater för hydrografiska undersökningar (1869–1877), ett nytt instrument för bestämmande av normalljusets förbrukning vid ljusmätningar (1867) samt en apparat för erhållande av en konstant ljuskälla vid fotometriska undersökningar (1880).
Fredrik Laurentz Ekman var gift med Cecilia Augusta Koch (död 1911), vars mor var en Fröding. De hade fyra söner:
- Rolf Ragnar Ekman (född 1863)
- Sven Sigurd Ekman (1865–1947)
- Thord Thorsten Ekman (1869–1961)
- Vagn Walfrid Ekman (1874–1954), fysiker och oceanograf, känd för Ekmanspiralen

Makarna Ekman är begravda på Norra begravningsplatsen utanför Stockholm.